# イタリア文学
イタリア文学（イタリアぶんがく、イタリア語: letteratura italiana）とは、イタリアの作家によって書かれた、あるいはイタリア語で書かれた文学、及びそれらの作品や作家を研究する学問のこと。

## 概略
イタリア文学は非常に長い伝統を持ち多彩である。また地域によって個性的な作品が生まれているため、一概にまとめることは出来ない。イタリア文学の萌芽としては13世紀初めに活躍したアッシジの聖フランチェスコが挙げられる。彼は一般の人々向けに祈祷書などを書いていた。

### ソネット及びイタリア文学の始まり
ソネットは小さな歌、という意味の14行詩であり、イタリア文学の根底を流れている詩の形式である。13世紀シチリアの神聖ローマ皇帝フリードリヒ二世周辺の文化人たちが形作ったとされる。またフランス南部を中心に活動していた吟遊詩人（トルバドゥール）たちが、そのころ北イタリアの宮廷に抱えられていた。彼らの語る騎士道や愛は詩の内容として、盛んに受け入れられていく。そしてイタリアはローマ帝国の故地であり、中世に何度もあった古典復興運動によってラテン文学へのアクセスが容易になっていた。これら三つの流れが13世紀後半にトスカーナ地方へもたらされ、花開くことになる。

### 清新体派（Dolce Stil Novo）

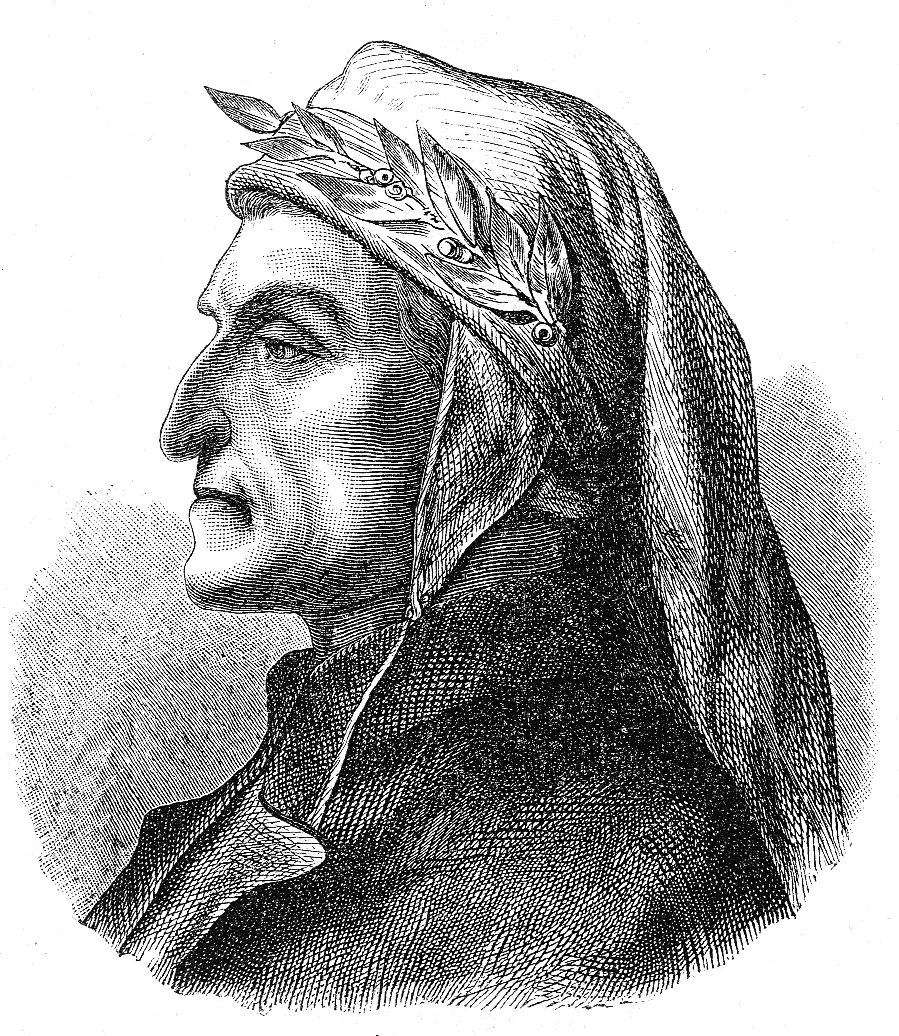
イタリア文学の巨匠　ダンテ・アリギエーリ

13世紀後半のトスカーナ地方フィレンツェを中心に起こった革新的な文学運動で、トルバドゥールらの影響から貴婦人に愛を捧げるソネットが盛んになった。ただ清新体の詩がこれまでのものと違う点は、隠喩を巧みに用い知的で洗練されていた点にある。また自己の内面を詩に表したりなど、より深みのある表現を試みたのだった。彼らの中で最も大きな人物は、清新体という言葉を作ったとされる巨匠ダンテ・アリギエーリだろう。彼はウェルギリウスやオウィディウスといったラテン文学を嗜み、詩才に恵まれていた。幼少期に会ったベアトリーチェへ熱烈な恋を捧げ、彼女の早すぎる死に嘆き悲しむ『新生』は、まさに清新体派の象徴的作品である。彼は政争に巻き込まれフィレンツェを追放されるが、自らの経験や思想をキリスト教的価値観の中で表した『神曲』を追放先で書いた。この作品はローマの詩人ウェルギリウスを案内人に地獄と煉獄、そして神格化されたベアトリーチェによって天国を案内されるという三部構成で、それまでのヨーロッパの様々な人物や出来事が織り込まれている大作である。人物描写などにまだ中世的な硬さが残っているとはいえ、そのスケールの豊かさはイタリア文学のみならず世界文学の最高傑作のひとつとされる。また彼は詩をラテン語ではなくトスカーナ方言で書いているため、イタリア語の形成にも非常に大きな影響を与えている。これらの業績からルネサンスの先駆的な存在として位置づけられている。

### 人文主義

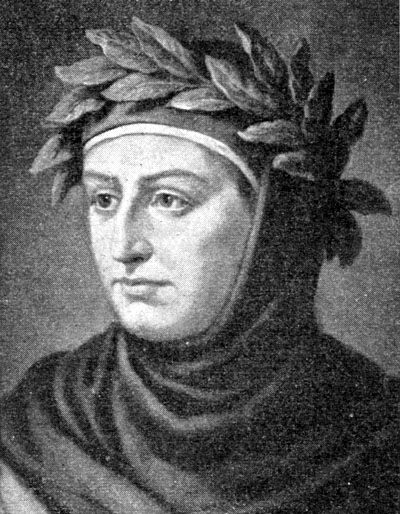
『デカメロン』の著者　ジョバンニ・ボッカッチョ

14世紀半ばあたり、トスカーナ地方アレッツオ出身のフランチェスコ・ペトラルカは、古代の文献の収集及び研究に一生を捧げた。当時崩れていたラテン語文法を整備したりと人文主義者の祖として重要な働きをした人物である。また研究とは別に自らも詩を創り、トスカーナ方言で美人ラウラを想うソネット集『カンツォニエーレ』を著す。この抒情詩集はソネットという形式の完成形とされ、ルネサンス期ヨーロッパの文学的な流れを決定づけた傑作である。他に叙事詩として『凱旋』『アフリカ』などがある。
ほぼ同時期にフィレンツェ出身のジョバンニ・ボッカッチョは、ペストの被害を避けてきた紳士淑女に100の話を語らせる短編集『デカメロン』を著した。この作品は騎士道やキリスト教的価値観を皮肉り、時には痛罵したような話もあり、あからさまな性愛の話もある。しかしこれまでの道徳観から離れて人間というものを直視したという点、最もルネサンス的な文学といえるかもしれない。ペトラルカの親友でもあり、ダンテの最も早い時期の崇拝者でもあった。ただ喜劇（commedia)とされていたものに、神聖な（divina)を付け加えて『神曲』としたのは彼であり、フィレンツェで『神曲』の講義をしたりしている。

### ルネサンス期
15世紀フィレンツェはメディチ家のもとで力をつけ、華々しい文化が生まれた。古典研究が進み様々な文物がフィレンツェに集められた。ルネサンス期の代表的人物ロレンツォ・デ・メディチは自らソネットを著し、古典についての研究機関であるプラトン・アカデミーを設立した。その中心人物の一人にボッティチェリの作品にインスピレーションを与えたとされる詩人アンジェロ・ポリツィアーノが有名。またビザンツ帝国滅亡（1453年）によってイタリアに逃れてきた知識人たちや、より進んだ古典研究によって古代ローマ以前の古典に関心が集まり、新プラトン主義がこの時代に流行するようになる。そして万能人として有名なレオン・バッティスタ・アルベルティやレオナルド・ダ・ヴィンチらも文学理論書を残しており、絵画のみならず文学に関しても成熟がみられた。

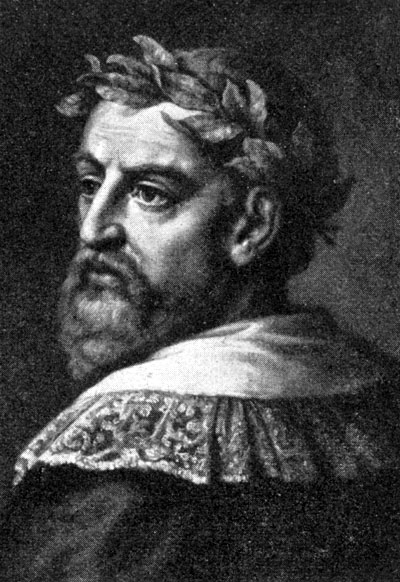
『狂えるオルランド』の著者　ルドヴィーコ・アリオスト

15世紀後半に生まれ16世紀前半にかけて活躍した人物として、ロンバルディアのモデナ出身で、上流階級の嗜みについて記した『宮廷人』の著者バルダッサーレ・カスティリオーネ。鋭い分析眼と現実主義的な政治学書『君主論』を著したフィレンツェの役人ニッコロ・マキャベリ（『マンドラゴラ』という戯曲も書いている）。ヴェネツィア出身でトスカーナ方言を後にイタリア語とする流れに決定的な影響を与えた研究者ピエトロ・ベンボ。また西洋美術史の巨匠ミケランジェロ・ブオナローティも多数ソネットを残している。そして荒唐無稽ながらその奔放な冒険談が非常に高く評価されている『狂えるオルランド』を書いた詩人のルドヴィーコ・アリオストなど、偉大な才能が続々と現れイタリア文学は活況を見せた。少し時代は下って16世紀半ば、十字軍とムスリムの戦いと愛を書いた『解放されたエルサレム』の著者トルクァート・タッソがその輝かしい時代の末尾を飾った。

### ルネサンス以後
16世紀半ばに起きた宗教改革と、それに応じる形で起きた対抗宗教改革によってキリスト教思想が、厳格なものとしてイタリア文学にのしかかってくる。1600年には宇宙の無限性を主張したジョルダーノ・ブルーノは火あぶりにされたりと、自由な表現や異教的なモティーフは使いにくくなっていた。また新大陸の発見によって経済の中心地が完全に大西洋沿岸地域に移り、経済的にもイタリアは衰亡していく。もちろん文学自体は変わらず盛んであったものの、前時代の模倣といった感が強い。この時代は『アドニス』の著者ジャンバッティスタ・マリーノが絶大な影響を及ぼし、追従者を多く生んだ。（ギリシャ神話的な作品『アドニス』はフランスのパリで発表された）1690年にはローマにアルカディア・アカデミーという文芸団体が創設されたりなどしている。
18世紀はフランスから到来したロココ趣味と啓蒙思想が各方面に影響を与えることになる。歴史学者で哲学者のジャンバッティスタ・ヴィーコがこの時代の代表的知識人であった。文学ではヴェネツィアの喜劇作家カルロ・ゴルドーニが、コメディア・デラルテの伝統に心理的な構成を加えて洗練させた作品を発表し、時代の寵児となった。代表作は『珈琲店』『抜け目のない未亡人』。またイタリア語にフランス語の影響が強くなりすぎて、言語純化運動が起きたのもこの時代である。

### フランス革命と愛国的文学

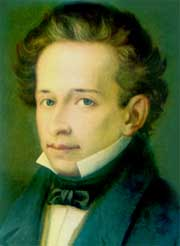
『カンティ』の著者　ジャコモ・レオパルディ

1789年のフランス革命とその後のナポレオンによるイタリア侵攻は、イタリア文学に甚大な影響を与えた。フランス革命期のフランスを体験しているヴィットーリオ・アルフィエーリは1774年戯曲『アントニウスとクレオパトラ』で評判を得た後、フランスに渡り革命の惨状を目の当たりにする。そのためか『自伝』など彼の作品は全体的に政治的色彩が強い。そしてイタリア最初の書簡体小説『ヤーコポ・オルティス最後の手紙』を書いた詩人のウーゴ・フォスコロも愛国的な詩を多く残し、イタリア文学におけるロマン派の旗手となった。小説家としては若い恋人を引き裂こうとする上流階級を批判する『いいなづけ』の著者、ミラノ出身のアレッサンドロ・マンゾーニがいる。この『いいなづけ』はトスカーナ方言で書かれ、トスカーナ方言をイタリア語とする際に決定的な役割を果たした点でも重要な作品である。
少し系統が異なるが、悲観主義的な作品で有名な詩人ジャコモ・レオパルディが現れて、古典的素養によって彩られた『カンティ』などを著し、その後のイタリア文学に多大な影響を与えた。ただこの時代になってついにイタリアの統一という運動（リソルジメント運動）が始まり、有象無象の政治的な文学作品が大量に書かれた。それらのほとんどは今日文学として顧みられないが、この時代の文学の圧倒的な主流はそれらだったことに注意しなければならない。

### 統一後の文学

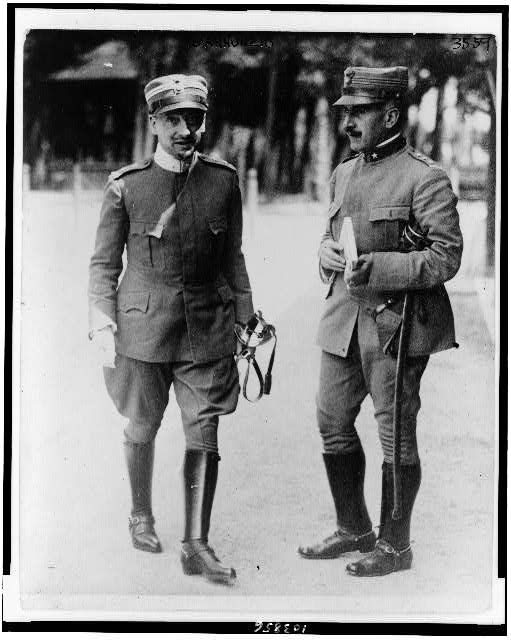
左の人物がガブリエーレ・ダンヌンツィオ

1861年にイタリア王国が誕生すると政治的文学は衰退し、新しい世代の作家が活躍する。1906年イタリア人初のノーベル文学賞を受賞するジョズエ・カルドゥッチが社会的な批判を、よく抑制された詩に表して国民的詩人となる。フランスの自然主義文学の影響下ヴェリズモ（現実主義）文学が現れて、シチリアの農民たちの営みを美化せずそのまま表現した『カヴァレリア・ルスティカーナ』の作者ジョバンニ・ヴェルガが代表的な作家である。フランス象徴主義の影響から詩人ジョバンニ・パスコリなどが19世紀末にかけて活躍するが、その中でガブリエーレ・ダンヌンツィオの存在は大きい。快楽主義者の錯乱を書いた『死の勝利』など退廃的な作品群は、当時のヨーロッパ全土のみならず近代日本の作家にも影響を与えている。またファシズムの嚆矢としての面もあり、近代イタリア史にとって非常に重要な作家である。他に子供向けの作品として『クオーレ』の著者エドモンド・デ・アミーチスや『ピノッキオの冒険』のカルロ・コッローディらが有名である。優れたイタリア文学研究者も現れ『イタリア文学史』を書いたフランチェスコ・デ・サンクティスは後進たちに影響を与えた。
第一次大戦後はイタリアにモダニズム文学が栄える。精神分析学を取り入れた革新的な作品『ゼーノの意識』を書いたイタロ・ズヴェーヴォは、モダニズム文学の巨匠ジェイムズ・ジョイスに激賞されている。劇作家として『作者を探す六人の登場人物』を著したルイジ・ピランデッロや、故郷サルデーニャ島を舞台にした小説で1926年にノーベル文学賞を受賞している、女流作家のグラツィア・デレッダなど国際的な作家が多い。（ピランデッロも1934年にノーベル文学賞を受賞している）

### ファシズムの時代周辺
第二次大戦前後の暗い時代は、悲惨な現実を直視したネオ・レアリズモ文学が主流になる。特にスペイン内戦の影響からエリオ・ヴィットリーニによる『シチリアでの会話』が書かれ、チェーザレ・パヴェーゼはファシストたちに拘束された話を『故郷』という作品に著し、この二作はネオ・レアリズモ文学の源流とされる。1947年にはイタリア文学における権威ストレーガ賞が制定されて、パヴェーゼは第二回に『美しい夏』で受賞しているものの、1950年トリノで自殺した。またアウシュビッツ収容所での体験を基にしたユダヤ系作家プリモ・レーヴィや、『ある家族の会話』で脚光を浴びたナタリア・ギンズブルグ、1920年ローマの上流階級を批判する『無関心な人々』によって名を挙げたアルベルト・モラヴィアは『軽蔑』を書き、健在ぶりを発揮した。モラヴィアの妻のエルサ・モランテも著名な作家である。

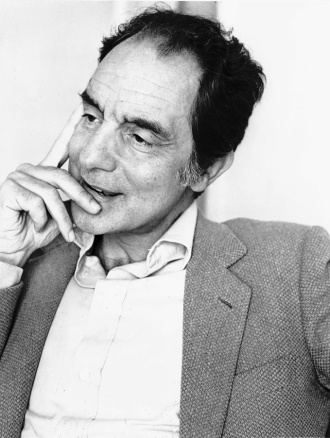
イタリアの国民的作家　イタロ・カルヴィーノ

一方で幻想的な筆致で不条理な現実を表現し、イタリアのカフカと称されるディーノ・ブッツァーティは『タタール人の砂漠』で有名になり、イタリアの民話を編纂し自らも幻想的で多彩な小説を発表したイタロ・カルヴィーノが現れた。『木登り男爵』や『冬の夜ひとりの旅人が』などの作品があり、イタリアの国民的な作家と言われる。そして作家のみならず映画監督としても活躍したピエル・パオロ・パゾリーニが『生命ある若者』などでこの時代の寵児になった。またシチリア島では大貴族の末裔ジュゼッペ・トマージ・ディ・ランペドゥーサが、シチリア貴族の没落に取材した『山猫』を著す。彼はこの作品と数編の短編しか残していないが、非常に評価が高い。同じくシチリアのレオナルド・シャーシャは文学においてはじめてマフィアを悪として告発する『真昼の梟』でセンセーションを巻き起こした。
詩人としては、故郷トリエステを舞台にした詩で有名なウンベルト・サバはじめ、1959年にノーベル文学賞を受賞したサルヴァトーレ・クァジモドや哲学的な詩を残したジュゼッペ・ウンガレッティ、1975年にノーベル文学賞を受賞し、古典の編集者としても活躍したエウジェーニオ・モンターレがいる。

### 現代

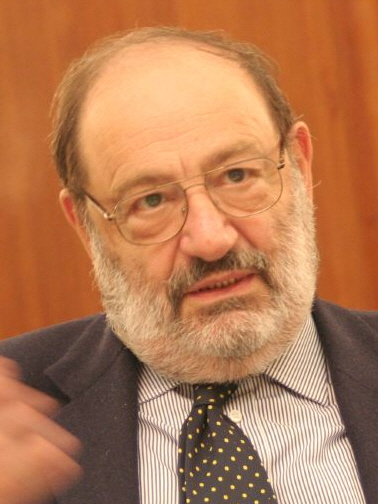
『薔薇の名前』の著者　ウンベルト・エーコ

1963年未だ古めかしい文学の流行に反発したグルッポ63という知識人のグループができる。それ自体はすぐに解散するがその中に、『イタリア綺想曲』のエドアルド・サングイネーティ、大ベストセラーになった『薔薇の名前』の著者ウンベルト・エーコらがいた。他にはフェルナンド・ペソアの影響でポルトガルを舞台にした『供述によるとペレイラは』が代表作のアントニオ・タブッキがいる。風刺演劇で有名なダリオ・フォは1997年にノーベル文学賞を受賞している。

## 本稿の参照文献
- ダンテ・アリギエーリ『神曲』（平川祐弘訳、河出書房新社、新版2008年）、訳者解説
- 『イタリア文学史』（東京大学出版会、1985年）

岩倉具忠・清水純一・西本晃二・米川良夫
- デ・サンクティス『イタリア文学史 1・2』（現代思潮社、1970-73年）

池田廉・米山喜晟・在里寛司・藤沢道郎訳